# American walking pony
De American walking pony is een grote pony met bijzondere gangen. De pony werd in de jaren 1960 gefokt in de Verenigde Staten voor gangenwedstrijden en shows; het belangrijkste doel was een grote, Arabisch ogende pony met aparte gangen. De American walking pony heeft twee extra gangen, die varianten zijn van de tölt en hier de pleasure walk, voor de langzame, en de merry walk voor de snelle versie genoemd worden.

## Geschiedenis
De American walking pony is een kruising tussen de Tennessee walking horse en de Welsh cob. Het stamboek werd opgericht in 1968 door Joan Hudson, 
die veertien jaar had besteed aan kruisingen van verschillende rassen om een geschikt gangenpaard op pony formaat te verkrijgen. Het doel van deze kruisingen was om een pony van goede kwaliteit te fokken met uitgebalanceerde gangen die goed zou kunnen presteren tijdens shows. Alleen paarden die bij beide stamboeken (zowel de Tennessee walking horse als de Welsh pony) stonden ingeschreven mochten toetreden tot het stamboek van de American walking pony, zodat er een internationale standaard zou ontstaan. De eerste succesvolle hengst die in het stamboek werd opgenomen was BT Golden Splendor, een zoon van Browntrees Flicka, die als eerste merrie werd ingeschreven in het stamboek van de American walking pony.

## Eigenschappen
De American walking pony combineert eigenschappen van de verschillende ouderlijnen, zodat hij wordt geboren met de natuurlijke telgang van de Tennessee walker en het temperament van de Welsh Cob. De pony is vriendelijk en sociaal en is een goede rijpony voor kinderen. Ook heeft de pony voldoende temperament, uithoudingsvermogen en gewilligheid.

## Exterieur
De American walking pony heeft een edel hoofd zonder de gebruikelijke ponykenmerken. Hij heeft een goed aangezette gespierde hals, die fraai wordt gedragen. De borst is breed en diep, de schouders zijn schuin en geven daardoor voldoende bewegingsvrijheid. De rug is compact en de achterhand behoort gespierd te zijn. Wat betreft de kleur is alles toegestaan zonder wit of bont. De stokmaat is maximaal 145 centimeter.

## Gangen en gebruik
De American walking pony heeft naast de gebruikelijke stap, draf en galop nog twee andere gangen, die in het bijzonder bij dit ras voorkomen:
- de pleasure walk, een viertakt gang, zoals de tölt, die sneller is dan de normale stap, maar langzamer dan de draf.
- de merry walk. een viertakt gang die veel sneller is dan de pleasure walk. Deze gang gaat gepaard met knikkende hoofdbewegingen.

De American walking pony is veelzijdig in gebruik. Onder andere in dressuur en showklassen boekt de American walking pony goede resultaten en hij wordt ook in het tuig gebruikt. Het is een vrij goede springer, die ook voor hunts en westernrijden te gebruiken is.